# Live in Ukraine
Live in Ukraine — двойной концертный альбом проекта Queen + Paul Rodgers. Концерт был записан в сентябре 2008 года во время турне Rock the Cosmos Tour на площади Свободы в Харькове, и выпущен 15 июня 2009 года. Впоследствии состоялся релиз видеоверсии выступления на DVD. Live in Ukraine является последним релизом проекта Queen + Paul Rodgers.

## Предыстория
Всего за несколько недель до начала турне Rock the Cosmos Tour к группе обратились с просьбой помочь Украинскому фонду борьбы со СПИДом. Музыканты должны были выступить на площади Свободы в Харькове под лозунгом «Не позволяйте СПИДу разрушить вашу жизнь» (направленным на молодежь страны). Таким образом группа и гастрольная команда должны были подготовиться к выступлению в кратчайшие сроки.
Благотворительный концерт посетили более 350 000 человек, ещё около 10 000 000 (по самым скромным подсчетам) смотрели шоу в прямом эфире по телевидению. В общей сложности зрителями выступления стали 20 000 000 человек. Музыканты вспоминали это событие как «незабываемое приключение… одно из тех редких событий в жизни, которые вы никогда не забудете. Музыкальное событие, но в то же время и важное дело для борьбы с общим врагом…».

## Список композиций

### Первый диск
1. «One Vision» (Фредди Меркьюри, Брайан Мэй, Роджер Тейлор, Джон Дикон) — 4:03
2. «Tie Your Mother Down» (Мэй) — 2:29
3. «The Show Must Go On» (Меркьюри, Мэй, Тейлор, Дикон) — 4:37
4. «Fat Bottomed Girls» (Мэй) — 5:00
5. «Another One Bites the Dust» (Дикон) — 3:35
6. «Hammer to Fall» (Мэй) — 3:42
7. «I Want It All» (Меркьюри, Мэй, Тейлор, Дикон) — 4:10
8. «I Want to Break Free» (Дикон) — 3:55
9. «Seagull» (Пол Роджерс, Мик Ральфс) — 4:50
10. «Love of My Life» (Меркьюри) — 5:45
  - Ведущий вокал Брайана Мэя.
11. «’39» (Мэй) — 4:37
  - Ведущий вокал Брайана Мэя.
12. «Drum Solo» (Тейлор) — 5:00
13. «I’m in Love with My Car» (Тейлор) — 3:42
  - Ведущий вокал Роджера Тейлора.
14. «Say It’s Not True» (Тейлор) — 4:02
  - Ведущий вокал Мэя, Тейлора и Пола Роджерса.

### Второй диск
1. «Shooting Star» (Роджерс) — 6:21
2. «Bad Company» (Саймон Кирк, Роджерс) — 5:36
3. «Guitar Solo» (Мэй) — 3:58
4. «Bijou» (Queen) — 2:07
  - Ведущий вокал Меркьюри (аудиозапись)
5. «Last Horizon» (Мэй) — 4:32
6. «Crazy Little Thing Called Love» (Меркьюри) — 4:04
7. «C-lebrity» (Тейлор) — 3:52
8. «Feel Like Makin’ Love» (Роджерс, Ральфс) — 6:45
9. «Bohemian Rhapsody» (Меркьюри) — 5:53
  - Аудиозапись вставок вокала Меркьюри с ведущим вокалом Роджерса.
10. «Cosmos Rockin'» (Тейлор) — 4:28
11. «All Right Now» (Энди Фрэйзер, Роджерс) — 5:31
12. «We Will Rock You» (Мэй) — 2:19
13. «We Are the Champions» (Меркьюри) — 2:59
14. «God Save the Queen» (Народная песня, аранжировка Мэя) — 2:05

### Цифровые бонус-треки
1. «A Kind of Magic» (Тейлор) — 5:43
2. «Radio Ga Ga» (Тейлор) — 6:15

## Участники записи
- Фредди Меркьюри: аудиозапись ведущего вокала («Bijou», «Bohemian Rhapsody») и бэк-вокал, а также аудиозапись фортепиано («Bohemian Rhapsody»)
- Брайан Мэй: гитары, аранжировки, вокал
- Роджер Тейлор: ударные, перкуссия, вокал
- Пол Роджерс: вокал, гитары, фортепиано
- Спайк Эдни: клавишные, перкуссия, вокал
- Джейми Мозес[англ.]: гитары, вокал
- Дэнни Миранда: бас-гитара, акустическая гитара, вокал

## Форматы релиза
- DVD Amaray Box
- Limited Edition (2CD Album + DVD)
- Tin Box (2CD Album + DVD + T-shirt)
- Digital Download (Audio only)

## Чарты
| Чарт (2009)                     | Высшая позиция |
| ------------------------------- | -------------- |
| США (Billboard 200)             | 111            |
| США (Billboard Top Rock Albums) | 44             |